# Rock neoprogresivo
El rock neoprogresivo (a veces acortado a neo-prog) es un género musical derivado del rock progresivo que alcanzó su auge en la década de 1980. Se caracteriza por sus emocionales composiciones transmitidas mediante letras oscuras y una cuidada teatralidad en el escenario. La música neo-prog se concentra más en la composición que en la improvisación, dotando a sus canciones de solos de guitarra melódicos, limpios y con envolventes y modernas partes de teclado. Las máximas influencias en los artistas de rock neoprogresivo son Genesis, Yes y Pink Floyd.
El neo-prog es más accesible para el gran público que el rock progresivo debido a sus canciones más cortas, aunque no alcanzó las altas cotas comerciales que bandas como Pink Floyd o Yes alcanzaron en los años 1970. Sin embargo, Marillion es quizás la banda más importante del género, cuyos discos Misplaced Childhood y Clutching at Straws alcanzaron altos puestos en las listas de éxitos. Otras bandas como IQ, Pendragon, Pallas, Jadis o Arena también consiguieron buenas ventas en esta época. Después de alcanzar esta cumbre, el neo-prog se hundió en la corriente underground.
Este género es a menudo criticado por muchos fanes del rock progresivo debido a su falta de originalidad y a su predisposición al mercado musical. A pesar de esta polémica, el neo-prog aun posee una buena base de fanes, y varias formaciones permanecen activas hoy en día, gracias en parte al sello discográfico InsideOut Music, promotor de muchos trabajos progresivos en la década de 1990 y en el nuevo siglo.

## Bandas principales
- Arena
- Fish (Ex Marillion)
- Gazpacho
- Galahad
- IQ
- Jadis
- Marillion
- Pallas
- Pendragon
- Porcupine Tree (también clasificado en : new prog)
- Riverside
- RPWL
- Sylvan